# Palais Stubenberg

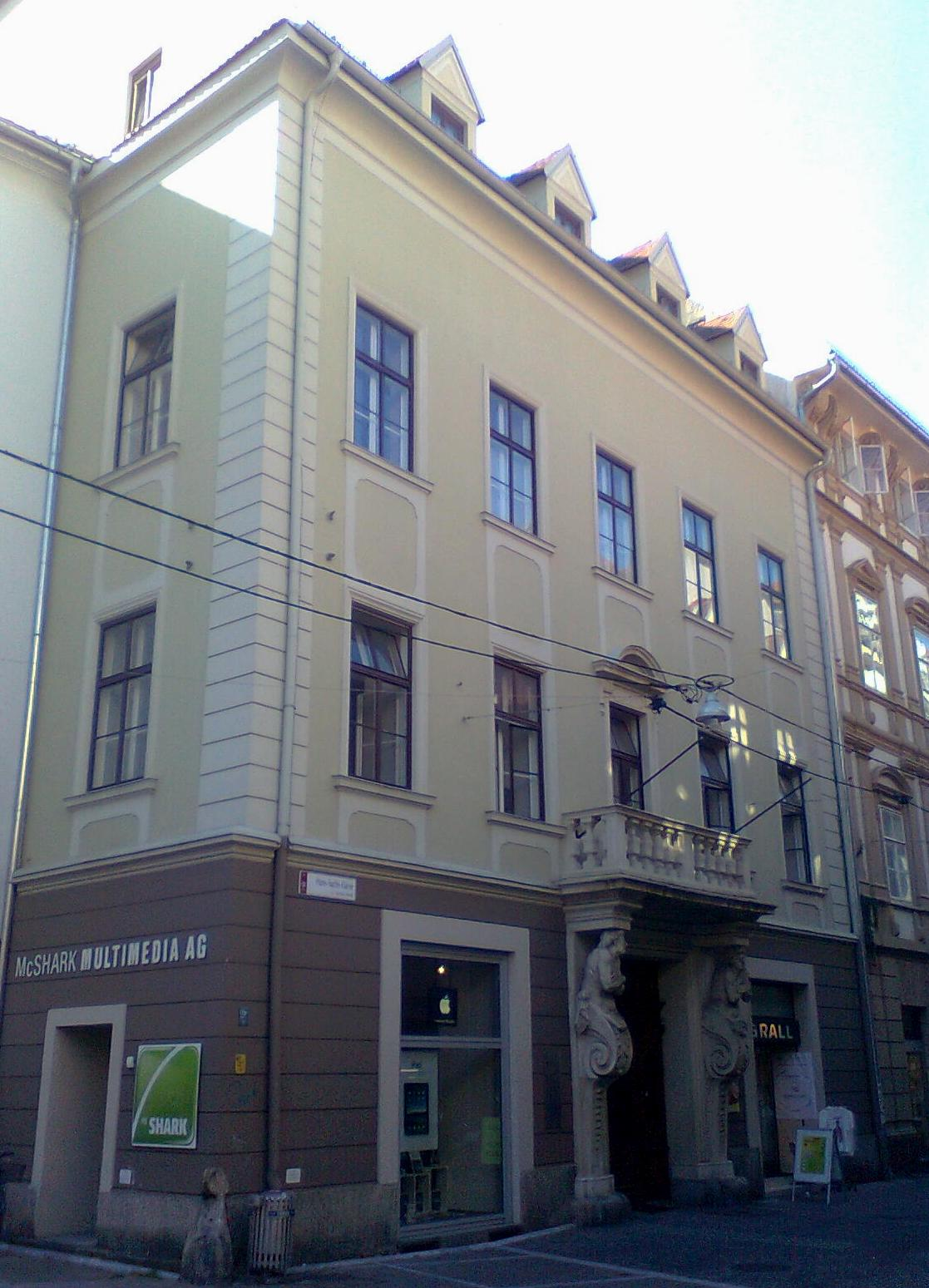
Palais Stubenberg

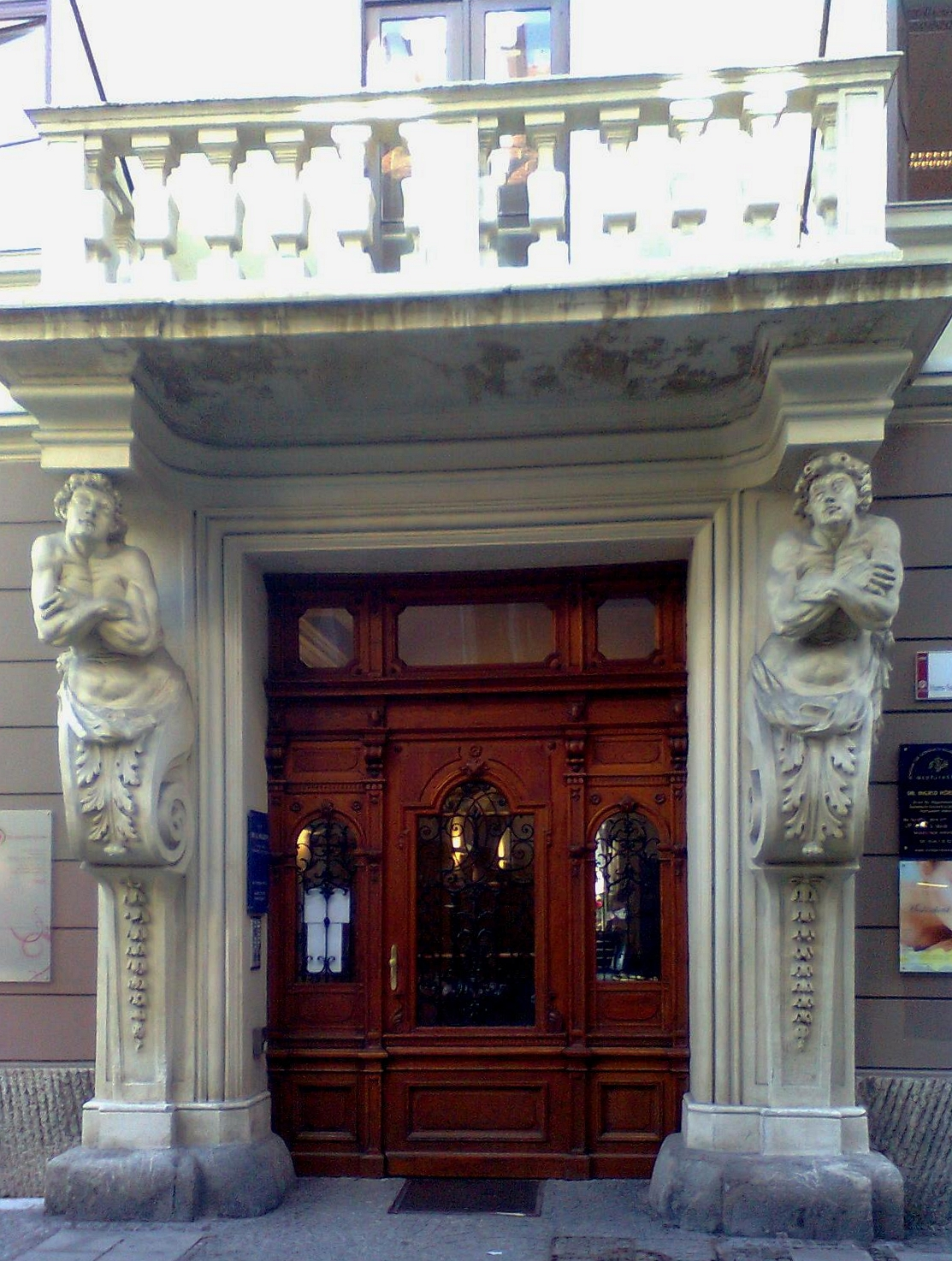
Portal und Mittelbalkon mit Atlantenhermen als Rahmung

Das Palais Stubenberg-Wildenstein ist ein ehemaliges Grazer Stadtpalais. Es befindet sich an der Ecke Tummelplatz und Hans-Sachs-Gasse im ersten Stadtbezirk Innere Stadt. Das Gebäude ist direkt an das Palais Lengheimb angeschlossen.

## Geschichte
In der ehemaligen Neugasse (heutige Hans-Sachs-Gasse) wurde 1689 dem Landeshauptmann Georg von Stubenberg von den Landesständen ein steuerfreies Grundstück geschenkt, der daraufhin das Palais durch den Baumeister Bartholomäus Ebner errichten ließ. Nur zwei Jahre später wurde das Gebäude an den Grafen Michael Weikhart Vetter von der Lilie verkauft. Seine Witwe heiratete 1709 den Grafen Josef von Wildenstein, womit das Palais in den Familienfideikommiss der Wildensteiner einbezogen wurde. Im Jahr 1819 wurde das Palais Stubenberg-Wildenstein an die steirischen Landstände verkauft, die in den Räumlichkeiten die „Ständische Zeichenschule“ einrichteten. Neben dieser Schule beherbergte das Palais auch eine Sammlung mit Gemälden und Kupferstichen, aus der die Landesbildergalerie entstand.

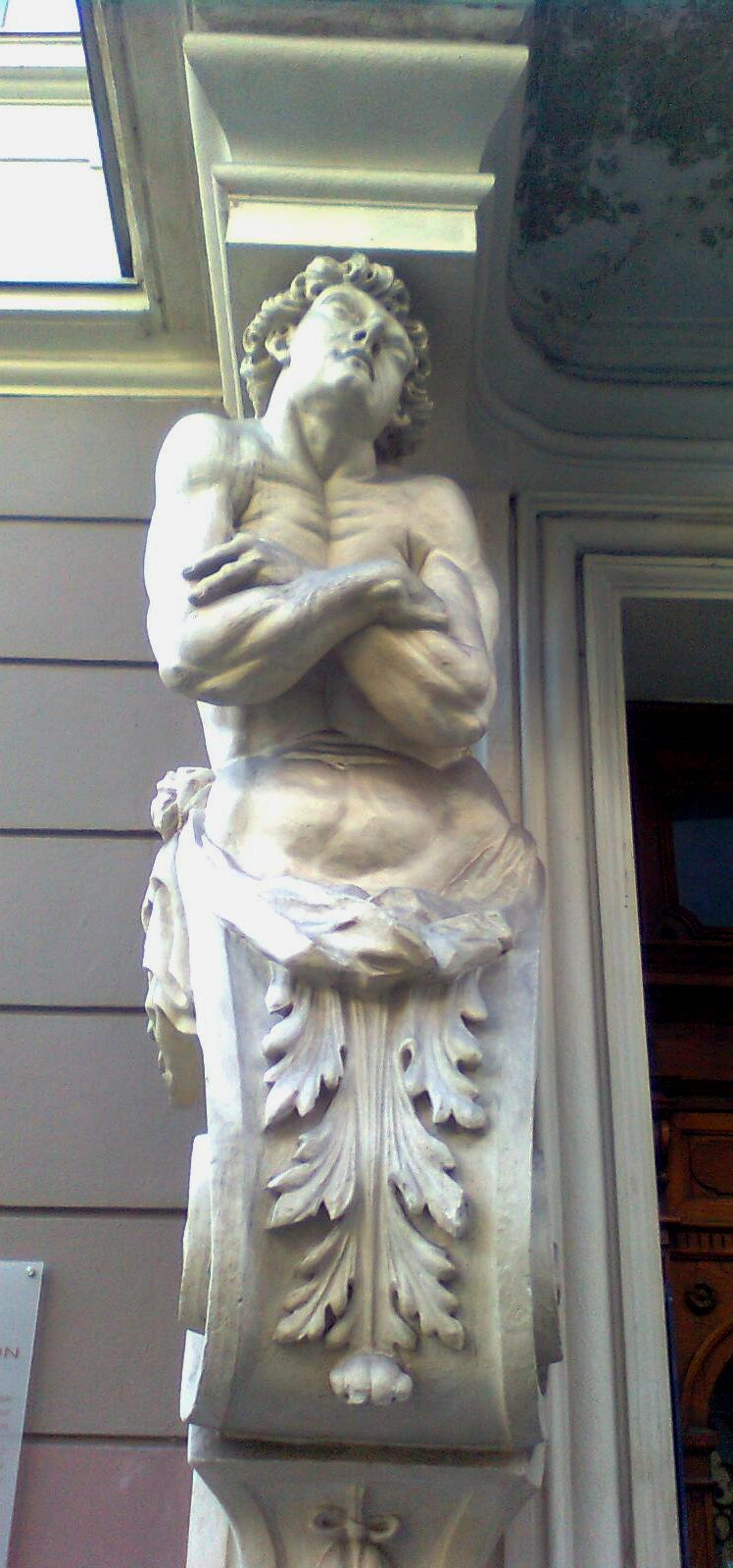
Linker Atlant, Portaldetail

1893 wurde das Palais an die Unfallsversicherungsanstalt verkauft, weswegen die Zeichenakademie und die Galerie einen anderen Standort suchen mussten. Neben der Belegung mit Büroräumen befanden sich auch eine Weinstube und eine Druckerei im Haus. Nach einem Bombenangriff am 1. November 1944 musste 1948 der Ostflügel am „Tummelplatz“ abgebrochen und durch einen Ersatzbau ersetzt werden. Im selben Jahr kam das Palais in den Besitz der Stadtgemeinde Graz, die von 1970 bis 2000 im Gebäude das Stadtarchiv einrichtete. Die Räumlichkeiten wurden schließlich neu vermietet.

## Architektur und Gestaltung
Ein Großteil der Fassade des dreigeschoßigen Baukörpers wurde beim Wiederaufbau nach dem Bombenangriff im November 1944 nur sehr vereinfacht rekonstruiert. Die Originalfassade ist auf Seite der Hans-Sachs-Gasse ist jedoch erhalten geblieben. Das ehemals rundbogige Steinportal besitzt links und rechts zwei Atlantenhermen, die den Mittelbalkon halten. Es wurde im Jahr 1710 unter dem Einfluss der Wiener Atlantenportale geschaffen. Diese figurale Portalrahmung ist in Graz einzigartig.
Die Treppe des hofseitig gelegenen Stiegenhauses aus der Erbauungszeit um 1690 wird von zwei Pfeilern gestützt. Die Wandnischen mit den Gipsabgüssen der römischen Götter Aphrodite und Hera sowie des Halbgottes Herakles sind deutlich jünger und Werke aus dem zweiten Viertel des 19. Jahrhunderts, in dem die „Ständische Zeichenakademie“ ihren Standort im Palais hatte.